# Yoshikazu Mera
Yoshikazu Mera (jap. 米良 美一), född 21 maj 1971 i Miyazaki, Japan, är en japansk kontratenor. Han sjunger främst västerländsk klassisk musik men också klassisk japansk musik.

## Diskografi i urval
- Nightingale - Japanese Art Songs
- Baroque Arias
- Baroque Arias, vol. 2
- The Best of Yoshikazu Mera
- Romance 1997
- Mother's Songs - Japanese Popular Songs 1996